# Naomi Sequeira
Naomi Sequeira (née le 29 décembre 1994 à Sydney) est une actrice et chanteuse australienne.

## Biographie
Elle est la fille d'une mère philippine et d'un père portugais avec des racines espagnole, française et britannique.
Elle participe aux auditions de la troisième saison 2011 de X Factor. Finalement, elle est découverte lors d'un concours par Disney Channel en Australie. Elle est co-animatrice de Hanging With avec Adam Roberts et est nommée pour un ASTRA Awards de la meilleure présentatrice en 2015.
De 2014 à 2017, elle tient le rôle principal de Tara Crossley dans la série dramatique de Disney Channel Les Chroniques d'Evermoor, tournée en Angleterre et diffusée dans 160 pays. Elle interprète le générique de la première saison.
En 2013, Sequeira signe un contrat d'enregistrement avec Music Entourage après que le label l'a découverte sur YouTube. La même année, elle sort son premier single Edge Of The Sun en Australie et en Nouvelle-Zélande. Son premier album, Blank Paper, sort le 1er mars 2016 suivi d'un EP plus tard dans l'année.
En 2024, elle joue le rôle de Jade McCready dans l'épisode 2 de la série "Enquêtes au paradis", coproduite par la BBC, et tournée en Nouvelle-Galles du Sud (Australie).

## Filmographie
Cinéma
- 2012 : Shoebox (court métrage)
- 2017 : Rip Tide
- 2018 : Kick Ons
- 2020 : Invasion (court métrage)

Téléfilms
- 2018 : La Perle de l'amour
- 2020 : Coup de foudre à la carte (en)

Séries télévisées
- 2014 : Rake (un épisode)
- 2014-2016 : Les Chroniques d'Evermoor
- 2024 : "Enquêtes au paradis" (saison 1, épisode 2)

## Source de la traduction
- (en) Cet article est partiellement ou en totalité issu de l’article de Wikipédia en anglais intitulé « Naomi Sequeira » (voir la liste des auteurs).